# Chaetomitrium warburgii
Chaetomitrium warburgii är en bladmossart som beskrevs av Brotherus in Warburg 1899. Chaetomitrium warburgii ingår i släktet Chaetomitrium och familjen Hookeriaceae. Inga underarter finns listade i Catalogue of Life.